# Kilian (helgon)
Sankt Kilian var irländsk biskop och Frankens apostel, liktydigt med norra Bayern, där han var verksam under sent 600-tal. Levde 640-689.
Det finns flera biografier om Kilian. Den äldsta texten med anknytning till Kilian är en nekrolog i Würzburg från 700-talet och en anteckning om honom i Hrabanus Maurus martyrologium. Kilian föddes på Irland, varifrån han med elva följeslagare reste till Franken och Thüringen. Efter att han hade predikat evangeliet i Würzburg omvände han hertig Gozbert och många av traktens invånare. Slutligen meddelade Kilian att Gozbert levde i strid med biblisk tro då denne var gift med sin broders änka, Geilana. Då Geilana, som Kilian misslyckats omvända, fick höra talas om Kilians syn på äktenskapet, lät hon halshugga honom och två hans följeslagare, Sankt Kolman och Sankt Totnan. Det är svårt att datera denna händelse eftersom Gozbert och Geilana endast är kända genom Kilians martyrium. Martyrernas skallar har som reliker bevarats till dags dato. På Sankt Kilians dag tas skallarna fram och bärs förvarade i en glaslåda i en parad på Würzburgs gator och förevisas i Würzburgs katedral. Statyer föreställande de tre helgonen finns på Helgonens bro över floden Main. 
Enligt irländska källor föddes Kilian i Mullagh, grevskapet Cavan, Irland och han är församlingen Tuoists (i Kerry) skyddshelgon. Där tros han ha varit bosatt innan han reste till Tyskland. En kyrka och en helig källa har namngivits efter honom.
På engelska föredras stavningen Cillian. Den 8 juli är Sankt Kilians dag. Han firas på såväl Irland som i de trakter i Tyskland han är förknippad med. I Tyskland firas Das Kiliani Volksfest. Kilian är reumatikers skyddshelgon. Namnet Kilian används särskilt i Sydafrika, Australien, Irland, USA och i den frankiska delen av Tyskland.